# Plaumannimyia pallens
Plaumannimyia pallens är en tvåvingeart som beskrevs av Erich Martin Hering 1938. Plaumannimyia pallens ingår i släktet Plaumannimyia och familjen borrflugor. Inga underarter finns listade i Catalogue of Life.